# Labyrinth (album)
Pour les articles homonymes, voir Labyrinthe (homonymie).
Bandes originales par David Bowie
Tonight
(1984) Never Let Me Down
(1987)
Singles
1. Underground (en)
Sortie : juin 1986
2. Magic Dance (en)
Sortie : janvier 1987

Labyrinth est la bande originale du film Labyrinthe, sortie en 1986. Elle comprend six chansons écrites et composées par David Bowie et six pistes instrumentales composées par Trevor Jones.

## Titres
| 1. | Opening Titles Including Underground | David Bowie, Trevor Jones | 3:21 |
| 2. | Into the Labyrinth                   | Trevor Jones              | 2:12 |
| 3. | Magic Dance (en)                     | David Bowie               | 5:13 |
| 4. | Sarah                                | Trevor Jones              | 3:12 |
| 5. | Chilly Down                          | David Bowie               | 3:44 |
| 6. | Hallucination                        | Trevor Jones              | 3:02 |

| 7.  | As the World Falls Down (en) | David Bowie  | 4:51 |
| 8.  | The Goblin Battle            | Trevor Jones | 3:31 |
| 9.  | Within You                   | David Bowie  | 3:30 |
| 10. | Thirteen O'Clock             | Trevor Jones | 3:06 |
| 11. | Home at Last                 | Trevor Jones | 1:49 |
| 12. | Underground (en)             | David Bowie  | 5:57 |

## Musiciens
- David Bowie : chant, chœurs, production
- Trevor Jones : claviers, production
- Arif Mardin : production
- Kevin Armstrong, Albert Collins, Dan Huff, Jeff Mironov, Nicky Moroch, Ray Russell : guitares
- Will Lee, Matthew Seligman, Paul Westwood : basse
- Neil Conti, Steve Ferrone, Harold Fisher : batterie
- Robbie Buchanan, Brian Gascoigne, David Lawson, Nick Plytas, Richard Tee : claviers, synthétiseurs
- Bob Gay : saxophone alto
- Cissy Houston, Chaka Khan, Luther Vandross, Fonzi Thornton, Marcus Miller, Marc Stevens, Daphne Vega, Garcia Alston, Mary Davis Canty, Beverly Ferguson, A Marie Foster, James Glenn, Eunice Peterson, Rennele Stafford, Diva Gray, Robin Beck, Charles Augins, Richard Bodkin, Kevin Clash, Danny John-Jules : chœurs